# Шаріф Абдуррахман Аль-Кадрі
Шаріф Абдуррахман Аль-Кадрі (араб. عبد الرحمن بن الحبيب حسين القادري; бл.1742 — 28 лютого 1808) — 1-й султан Понтіанаку в 1771—1808 роках.

## Життєпис
Походив з роду імамітських шиїтів з групи Ба'Алаві'сада з Гадрументу. Син шаріфа Аль-Хабіб Хусейна ібн Ахмада Аль-Кадрі. 1730 року Аль-Хабіб Хусейн оселився в місцині Матан, поблизу кордонів Сукадани, де займався поширенням шиїзму та ісламського вчення загалом. Народився Абдуррахман 1742 року десь в землях. 1750 року разом з батьком перебрався до раджанату Мемпава.
На початку 1171 року, через 3 місяці після смерті батька у Мемпаві, Абдуррахман разом зі своїми братами домовилися знайти нове місце проживання. Вони вирушили на 14 човнах річкою Пеніті. Коли настав час для молитви Духур, вони прибули на мис, там оселився Абдуррахман і його послідовники. Зараз це місце відоме як Келапа Тінгі Сегедонг. Невдовзі Абдуррахман відчув, що це місце непридатне для проживання, і вирішив продовжити свою подорож вгору за течією.
На світанку 23 жовтня 1771 року вони прибули до місця злиття річок Капуас і Ландак. Після восьми днів вирубування дерев на острові Абдуррахман побудував будинок і зал, а потім місце було названо Понтіанак. На цьому місці зараз стоїть мечеть Джамі і далем (палац) Кадарія. Втім більшістьцих пригод є напівміфічними. Ймовірно маючи авторитет нащадка пророка він близько1764 року уклав шлюб з донькою панембахана (принца)ДаенгМенамбуна (братом або сином раджи Мемпави), отримавши невеличке володіння, де заснував 1771 року столицю Понтіанак (назва походить від йменування малайською жорстого привида жіночої статі, якого начебто зустрів Абдуррахман під час мандрівки) на місці колишньої морської торгової стоянки.
Під його керівництвом султанат розвинувся як торгівельна держава, встановивши гарнні відносини з голландськими, французькими й британськими торгівцями. З метою зміцнення авторитету нового султанату від відав держави Кутей, Палембанг, Ачех, Джок'ярту. Згодом встановив дружні відносини з могутнім султанатом Банджармасіна, угоду закріплено шлюбом. 1775 року дозволив існування китайської торгівельної організації (конши) для видобутку золота, частина з якого йшла до скарбниці султана.
Разом з тим вів запеклі війни проти вождіства Санггау верх за течією Кампуас. Проти них йому допоміг Раджа Хаджі, очільник бугів-найманців з султанату Ріау-Лінгга. 31 серпня 1778 року відбулася церемонія інтронизації в присутності представників сусідніх держав.
5 липня 1779 року султан підписав з голландським резидентом Вільямом Адріаном Пальмо договір, за якою був визнаний Голландською Ост-Індською компанією і потрапив під її сюзеренітет. Султан дав дозвіл голландцям зайняти територію навпроти свого палацу, яка зараз відома як район Танах Серібу або Веркендепаль.
1786 року війська Голландської Ост-Індійської компанії завдали поразки давньому ворогові султанату — Сукадані, землі якого 1790 року було приєднано до султанату Понтіанак. Водночас спільно з раджанатом Мемпава почав війну проти султанату Самбас на півночі. Але невдовзі Абдуррахман Аль-Кадрі разом з голландцями атакував Мемпаву, захопивши її частину, куди правителем поставив сина Касима.
Помер 1808 року. Йому спадкував син Касим Аль-Кадрі.

## Опис і характер
Мав зріст 167 см, європейське обличчя з подовженим носом, тіло мав складене доволі пропорціально, темнокарі очі. Ніколи не вживав опіуму, бетелю чи тютюну на відміну від сусідніх султанів. Мав 4 дружини і 18 наложниць, що народили йому 67 дітей.